# Marechal Cândido Rondon
Marechal Cândido Rondon este un oraș în Paraná (PR), Brazilia.

## Personalități născute aici
- Thiago Seyboth Wild (n. 2000), tenismen.